# 하게도른 온도
통계역학에서 하게도른 온도(Hagedorn溫度, 영어: Hagedorn temperature)는 분배 함수가 무한대로 발산하게 되는 유한한 온도이다. 만약 이 분배 함수가 완전히 정확하다면 이는 통계역학적 계가 도달할 수 있는 최대 온도를 의미하겠지만, 보통 이는 분배 함수의 묘사가 더 이상 정확하지 않게 되는 상전이의 존재를 의미한다.

## 정의
통계역학적 계의 분배 함수
{\displaystyle Z(\beta )}
가 주어졌다고 하자. 양자 통계역학적 계의 경우, 이는
{\displaystyle Z(\beta )=\operatorname {tr} \exp(-\beta H)}
이다.
이제, 만약
{\displaystyle \lim _{\beta \to \beta _{0}^{+}}Z(\beta )=+\infty }
가 되는 온도 {\displaystyle T_{0}=1/\beta _{0}}가 존재한다면, 이 온도 {\displaystyle T_{0}}를 계의 하게도른 온도라고 한다.

## 성질
하게도른 온도에 도달하기 위한 에너지는 무한하다. 즉, 절대 영도로부터 온도 {\displaystyle 1/\beta }에 도달하기 위한 에너지는
{\displaystyle E=-{\frac {\mathrm {d} }{\mathrm {d} \beta }}\ln Z={\frac {\operatorname {tr} (H\exp(-\beta H))}{\operatorname {tr} (\exp(-\beta H))}}}
인데, {\displaystyle \beta \to \beta _{0}}일 때 이는 무한하다.
다시 말해, 만약 하게도른 온도가 존재하고, 또한 이 분배 함수가 계의 완전한 묘사라면, 이는 이 계가 가질 수 있는 최고(最高) 온도이다. 하지만 보통 하게도른 온도의 존재는 이 온도 이상에서는 상전이가 일어나, 계의 묘사가 더 이상 정확하지 못함으로 해석된다.

## 예

### 하드론
하드론의 일부 모형은 하게도른 온도를 갖는다. 그러나 이 온도는 실제로 “최고 온도”가 아니며, 사실 양자 색역학의 색가둠 현상이 사라져 쿼크-글루온 플라스마가 생기게 되는 상전이 온도에 해당한다.

### 끈 이론
끈 이론에서도 하게도른 온도가 존재한다. 이 역시 상전이의 존재로 해석되며, 하게도른 온도 이상에서는 매우 긴 끈들이 많이 생성되게 된다.

## 역사
독일의 물리학자 롤프 하게도른(독일어: Rolf Hagedorn, 1919~2003)이 1960년대에 CERN에서 하드론의 생성을 연구하던 도중 발견하였다.

## 같이 보기
- 열
- 열역학 온도